# Верігіна Ірина Костянтинівна
Ірина Костянтинівна Верігіна (нар. 4 червня 1968, смт Олександрівка, Кіровоградська область, Українська РСР, СРСР) — український громадський і державний діяч, політик. Член Національної спілки журналістів України.
Розпорядженням голови облдержадміністрації 17 березня 2014 року призначена на посаду першого заступника голови Луганської облдержадміністрації. З 10 травня до 16 вересня 2014 року виконувала обов'язки голови.
Голова Луганської обласної організації політичної партії «Батьківщина» з 2010 року.
Відкрито засуджує військову агресію Російської Федерації на території Луганської та Донецької областей, спрямовану проти України.
Член координаційної ради громадської правозахисної організації Всеукраїнський рух «Сила права»

## Освіта
У 1991 році закінчила навчання в Хабаровському педагогічному інституті, отримавши диплом викладача історії і суспільствознавства.

## Трудова діяльність
Вересень 1985 — грудень 1986 — розподільник робіт ремонтно-механічного цеху Новокаховського електромашинобудівного заводу, м. Нова Каховка Херсонської області.
Січень — вересень 1987 — старша піонервожата Берінговської середньої школи Магаданської області.
Серпень 1987 — червень 1990 — студентка денного відділення історичного факультету Хабаровського державного педагогічного інституту, м. Хабаровськ.
Серпень 1990 — жовтень 1995 — учитель історії Нагорненської середньої школи Магаданської області.
Жовтень 1995 — вересень 2005 — ведуча телебачення, референт, заступник редактора студії ТОВ ТРК «Луч», м. Красний Луч Луганської області.
Вересень 2005 — вересень 2006 — перебувала на обліку у Краснолуцькому міському центрі зайнятості, м. Красний Луч, Луганська область.
Січень 2008 — липень 2010 — помічник генерального директора по зв'язках з громадськістю ДП «Донбасантрацит», м. Красний Луч, Луганська область.
Червень 2011 — січень 2012 — заступник правління благодійної організації Фонд «Новий Донбас», м. Луганськ.

## Політична кар'єра
У 2005 році стала членом Краснолуцької міської організації політичної партії «Батьківщина», наступного року була обрана її головою.
З 2006 по 2008 рік працювала помічником народного депутата України Наталії Королевської (Всеукраїнське об'єднання «Батьківщина»).
У 2010 році на Луганській обласній звітно-виборчій конференції була обрана головою Луганської обласної організації політичної партії «Батьківщина».
З травня 2013 по березень 2014 — помічник-консультант народного депутата України Ярослава Федорчука (Всеукраїнське об'єднання «Батьківщина»).
На парламентських виборах в жовтні 2014 року увійшла в партійний виборчий список «Батьківщини» (№ 41).

### Голова ОДА Луганської области
17 березня 2014 була призначена на посаду першого заступника голови Луганської облдержадміністрації Михайла Болотських.
«Найбільш гарячі події відбувалися 29 квітня. Губернатор поїхав у відрядження до Києва і не повернувся. Підтримувані Москвою сепаратисти відчули свою силу. Другий раз захопили ОДА, обласну прокуратуру. Почали хапати патріотів і кидати їх в підвали захопленого СБУ. Тому багато наших людей змушені були виїхати. Приміщення, яке я знімала, сепаратисти підірвали. Вони відстежували моє перебування, тому кожен раз я ночувала в різних місцях. З Луганська виїхала в Сватове 9 травня, хоча в Адміністрації президента рекомендували зробити це раніше. Залишалася „до останнього“, тому що потрібно було коригувати роботу з українською армією, будувати блокпости, проводити військові колони. Робили це в основному вночі, щоб ворожі інформатори не видавали координати, коли і куди їдемо. Часто сама сідала в машину і показувала дорогу, де можна будувати блокпости. Зверталися до фермерів, щоб дали бетонні блоки. Деякі ділилися ними безкоштовно… Коли покидала Луганськ, в погоню за мною кинулися чеченці, яким дали завдання захопити мене в полон. Вдячна водієві, який зумів відірватися від переслідувачів. Їхала без охорони. Щоб „не вирахували“, поміняла чотири машини. Сепаратисти, коли проїжджала через їх блокпост в місті Щастя, були п'яними, тому не впізнали мене — при тому, що мої фотографії висіли на цих блокпостах, і бандити кидали в них дротики.»
10 травня 2014 згідно з указом в.о. президента України Олександра Турчинова Ірина Верігіна змінила Болотського на посту глави ОДА.
16 вересня 2014 року президент Порошенко звільнив з посади в.о. голови Луганської обласної державної адміністрації.

### 2014-...
У 2019 році балотувалась до ВРУ за виборчим списком Блоку Юлії Тимошенко

## Громадська і волонтерська діяльність
«Потрібно завжди брати на себе відповідальність. Мене батьки так вчили. А хто, як не я?! Всі написали заяви і втекли. А тут заходить армія, нашу армію блокують комуністи та „регіонали“, її треба підтримувати, будувати блокпости, годувати. Просто треба любити свою країну! Я не хочу звідти нікуди їхати. Вважаю, що можна боротися і змінювати Україну, принаймні зараз це я вже бачу. Знаєте, що мене тепер хвилює? Лідери луганських сепаратистів зараз живуть у Києві… Ніхто не покараний! Тепер вони знову намагаються підняти голову на Луганщині. Взагалі мінські домовленості — це зрада, бо терористи зможуть потрапити у ВРУ, і це вже буде „п'ята колона“, яка блокуватиме все українське. Треба шукати інші формати перемовин. Ми створили громадську організацію „Сила права“, яка допомагає людям доводити, що вони постраждали саме від російської агресії, встановити через суди факт російської агресії. Вже виграли два суди у різних областях, зараз ще кілька позовів подали. Спочатку в судах уникали цього визначення — „військова агресія Російської Федерації“. Пізніше позови подамо до Європейського суду з прав людини та інші міжнародні інстанції. І тоді вже можна буде вимагати від Росії відшкодування збитків. Треба, щоб Росія відповіла за скоєне, хлопці повинні мати належну реабілітацію і лікування, а їхні родини — підтримку.»